# Барятино (Дзержинський район)
Барятино (рос. Барятино) — село в Дзержинському районі Калузької області Російської Федерації.
Населення становить 85 осіб. Входить до складу муніципального утворення Присілок Нікольське.

## Історія
У минулому, до 5 липня 1944 року, Барятино належало до складу Смоленської області.  Під час німецько-фашистської окупації район перебував під контролем окупаційних сил з 4 жовтня 1941 року до 13 серпня 1943 року.
У 1963 році Барятинський район був реорганізований і увійшов до складу Спас-Деменського району, однак у 1965 році був знову відновлений.  В даний час Барятино входить до складу сільського поселення «Село Микільське».  Чисельність населення села складає 85 осіб (за даними 2010 року).
Від 2004 року входить до складу муніципального утворення Присілок Нікольське.

## Населення
| 2002 | 2010 |
| ---- | ---- |
| 70   | ↗85  |